# 교토의 소나기
〈교토의 소나기〉(일본어: 京のにわか雨 쿄노니와카아메[*])는 일본의 가수 코야나기 루미코의 다섯 번째 싱글 앨범으로, 1972년 8월 10일 발매되었다. (7" Vinyl: L-1100R) 제목 그대로 교토시를 소재로 한 곡이며, 곡의 작사는 나카니시 레이, 작곡은 히라오 마사아키 (平尾昌晃), 편곡은 모리오카 켄이치로 (森岡賢一郎)가 맡았다. 코야나기의 세 번째 오리콘 싱글 차트 1위 곡이다.
B 사이드 곡은 〈도쿄 동요〉(東京わらべ歌 도쿄와라베우타[*])이며, 작사는 아사기 준 (浅木じゅん)이 담당했고, 작곡과 편곡자는 앞과 동일하다. 이 곡은 잡지 《헤이본》(平凡)을 통해 모집한 노래중에서 입선한 곡이었다.

## 수록곡
| #            | 제목                                 | 작사          | 작곡            | 편곡              | 재생 시간 |
| ------------ | ------------------------------------ | ------------- | --------------- | ----------------- | --------- |
| 1.           | 〈〈교토의 소나기〉〉 (京のにわか雨) | 나카니시 레이 | 히라오 마사아키 | 모리오카 켄이치로 | 3:29      |
| 2.           | 〈〈도쿄 동요〉〉 (東京わらべ歌)     | 아사기 준     | 히라오 마사아키 | 모리오카 켄이치로 | 2:54      |
| 총 재생 시간 | 총 재생 시간                         | 총 재생 시간  | 총 재생 시간    | 총 재생 시간      | 6:23      |